# Relative Pitch Records
Relative Pitch Records ist ein US-amerikanisches Musiklabel.
Das unabhängige Label Relative Pitch Records mit Sitz in New York City wurde 2011 von Mike Panico und Kevin Reilly gegründet. Auf dem Label erschienen bislang Aufnahmen von Musikern aus den Bereichen Avantgarde Jazz, Free Jazz, Neue Improvisationsmusik; die beiden ersten Veröffentlichung waren die Alben That Overt Desire Of Object von Joëlle Léandre und Phillip Greenlief sowie Take Your Time von Vinny Golia. Zu den weiteren Musikern des Labels gehören Christine Abdelnour/Chris Corsano, Susan Alcorn, Greg Cohen, Joey Baron, Matthew Shipp, Taylor Ho Bynum, Evan Parker, Mary Halvorson, Masayo Koketsu, Jessica Pavone, Ingrid Laubrock, Catherine Sikora, Sylvie Courvoisier, Christian Lillinger, Tomeka Reid, Alexander von Schlippenbach, Fie Schouten Marta Warelis und Nate Wooley, 2022 das Album Am Frankfurter Tor von Anna Kaluza und Jan Roder. Bislang (Stand 2022) erschienen circa 175 Alben auf dem Label. Mike Panico starb Anfang Oktober 2018 im Alter von 53 Jahren; nach offiziellen Angaben geht man von Suizid aus.